# 観音院 (桐生市)
観音院（かんのんいん）は、群馬県桐生市東二丁目にある真言宗豊山派の寺院である。山号は諏訪山。本尊は聖観音菩薩。寺号は詳しくは「諏訪山観音院能満寺（すわさん かんのんいん のうまんじ）」と称する。一般には「日限地蔵尊」として知られる。境内には、地蔵菩薩を祀る地蔵堂があり、毎月24日の縁日には、参道に露店が立ち並び、多くの参拝者が訪れる。

## 歴史
正保元年（1644年）に、当地で織物業をしていた岩崎彦右衛門が開基となり、秀賀を開山として創建したと伝えられる。

## 境内
聖観音を祀る本堂や、地蔵尊、不動尊、弁才天、賓頭盧尊、金精大明神、禰宜師大明神がある。

## 文化財
- 観音院涅槃図 - 桐生市指定重要文化財